# Walking into Clarksdale
Walking into Clarksdale es el álbum debut del proyecto colaborativo de Guitarrista Jimmy Page y el vocalista Robert Plant; fue editado por Atlantic Records en 1998.
Las sesiones de grabación se extendieron a lo largo de 35 días, en los Estudios Abbey Road londinenses, con Steve Albini como encargado de la grabación y la mezcla, mientras que la producción corrió por cuenta de Page y Plant.
El título del álbum hace referencia a la localidad de Clarksdale (Misisipi), cercana al Delta, cuna histórica del llamado Blues del Delta.
El álbum debutó en el puesto N.º 8 del Billboard 200, mientras que el tema "Most High" alcanzó el 1º puesto del "Mainstream Rock Tracks" estadounidense, y fue galardonado con un Grammy en 1999, en el apartado "mejor performance de hard rock".
En el Reino Unido el disco llegó al 3º puesto del "UK Album Chart".
Plant regrabó el tema "Please Read the Letter", para su álbum en colaboración con la cantante Alison Krauss, Raising Sand de 2007, el cual ganó el premio Grammy a la "grabación del año". La canción "Blue Train" hace alusión a la muerte del hijo de Plant, Karac, en 1977.

## Lista de canciones
- Autor: Page, Plant, Charlie Jones & Michael Lee.

1. "Shining in the Light" – 4:01
2. "When the World Was Young" – 6:13
3. "Upon a Golden Horse" – 3:52
4. "Blue Train" – 6:45
5. "Please Read the Letter" – 4:21
6. "Most High" – 5:36
7. "Heart in Your Hand" – 3:50
8. "Walking into Clarksdale" – 5:18
9. "Burning Up" – 5:21
10. "When I Was a Child" – 5:45
11. "House of Love" – 5:35
12. "Sons of Freedom" – 4:08

## Personal
- Robert Plant - voz
- Jimmy Page - guitarras eléctricas y acústicas, mandolina
- Charlie Jones - bajo, percusión
- Michael Lee - batería